# Dolichotis salinicola
Мала мара (Dolichotis salinicola, syn. Pediolagus salinicola) — вид гризунів родини Кавієві, що мешкає в Чако Парагваю, північно-заході Аргентини, на крайньому півдні Болівії. У Болівії трапляється на висотах близько 400 м над рівнем моря. Інші назви виду: малий патагонський заєць, мала патагонська каві, мара Чако.